# Hov en Nävsta
Hov en Nävsta (Zweeds: Hov och Nävsta) is een småort in de gemeente Sundsvall in het landschap Medelpad en de provincie Västernorrlands län in Zweden. Het småort heeft 77 inwoners (2005) en een oppervlakte van 17 hectare. Eigenlijk bestaat het småort uit twee plaatsen: Hov en Nävsta.